# Bracon auratus
Bracon auratus är en stekelart som beskrevs av Gyöö Viktor Szépligeti 1908. Bracon auratus ingår i släktet Bracon och familjen bracksteklar. Inga underarter finns listade.